# ソニック・ザ・ヘッジホッグ (2006年のゲーム)
『ソニック・ザ・ヘッジホッグ』は2006年12月21日にPlayStation 3、Xbox 360用ソフトとしセガより発売されたソニックチーム製作のアクションゲーム。

## 概要
ソニック生誕15周年作品。なおメガドライブで発売された初代『ソニック・ザ・ヘッジホッグ』とは同じタイトルかつ世界観も基本的には同一だが、全くの別作品である。
ほとんど直接的な関係は無いが、時間軸は『シャドウ・ザ・ヘッジホッグ』の後の話。その他にも3Dアクションなどといった共通点から『ソニックアドベンチャー』シリーズに分類される。
シナリオには3人のプレイヤーキャラクターを中心とした複数の視点が絡み合う構成となっている。過去の『ソニックアドベンチャー』シリーズの作品にも増してシリアス・暗い内容の部分が多い。
プレイヤーキャラクターの一人、シルバー・ザ・ヘッジホッグは本作で初登場。
日本では、キャラクター名や過去のゲーム名と区別するため、本作のことを慣例的に『新ソニ』と呼ぶことが多い。公式サイトなどでは、全てアルファベットかつ大文字の「SONIC THE HEDGEHOG」と表記するケースが多い。
また、今作の3DCGムービー制作は白組が担当しており、ソニック達のデザインや世界観などの表現が今までのシリーズとは大きく異なっている。

## ストーリー
ソニック・ザ・ヘッジホッグ
水の都ソレアナ公国で行われていた炎の祭典。それがクライマックスに差し掛かったとき、突如Dr.エッグマンが現れ、ソレアナの第1皇女・エリスをカオスエメラルドと共に連れ去ろうとする。居合わせたソニックはエッグマンのロボットを蹴散らし、エリスを助けるが、逃走中にエッグマンの不意打ちによりエリスを奪われてしまった。果たして、ソニックはエリスを助け出す事が出来るのだろうか。
シャドウ・ザ・ヘッジホッグ
エッグマンの基地からソレアナ公国から奪われた謎のアイテム・闇の帳を持ち出す任務を行っていたルージュが、基地に捕らえられてしまった。大統領の依頼でシャドウはルージュ救出の任務を引き受け、それに成功する。しかし、GUNとの合流前にエッグマンと遭遇してしまい、戦っている最中に闇の帳が壊れてしまった。するとそこから「闇のメフィレス」と名乗る、シャドウを知り、彼の姿を模した謎の生命体が姿を現す。メフィレスにより200年以上後の崩壊した未来へと飛ばされてしまうシャドウとルージュ。果たして、荒廃した未来から元の時代に戻れるのか。そして、メフィレスとは一体何者なのか。
シルバー・ザ・ヘッジホッグ
荒廃した未来で生まれながらも前向きに生きる銀色のハリネズミ。ブレイズと共に、世界を破壊し何度倒しても蘇る炎の災厄・イブリースと幾度と無く戦ってきた。だが、突然謎の男・メフィレスが現れ、「過去に戻り、イブリースを呼び起こした元凶、イブリース・トリガーを殺して未来を変えろ」と提案される。メフィレスは「青いハリネズミ」がイブリース・トリガーである事を伝える。シルバーは果たして未来を救えるのか。
ラストエピソード
エリスの涙 ソニック死亡
ドクターエッグマンを倒して、無事にエリスを助けることできたソニック。二人がソレアナに向かおうとしたとき、そこに怪しいカオスエメラルドが現れ、二人は眩い光に包まれる。更に後ろからメフィレスが現れ、ソニックに狙い定めて闇の槍で心臓を突き刺す。ソニックは殺されてしまったのだ。高笑いをするメフィレス。ソニックの死によってショックを受けたエリスは泣き崩れてしまう。メフィレスはイブリースの封印を解くのが狙いだったのだ。メフィレスはカオスエメラルドに最後のショーを上げろと命令した。
エリスの祈り ソニック復活
7つのカオスエメラルドを使って祈りを言うエリス。私の所へ戻ってきてとエリスがソニックにキスをする。すると、カオスエメラルドの力が効いたのか、エリスの声が届いたのか、ソニックが復活した。目にいっぱいの涙を浮かべてソニックに抱き着くエリス。復活したソニックはシャドウとシルバーと共にソラリスと最終決戦に挑む。

## マルチプレイヤーモード
ストーリーは一人プレイ専用であるが、本作には2人プレイ用のマルチプレイモードが存在する。
TAG
ソニック、シャドウ、シルバーの3人の中から1人ずつ選び、ストーリーモードに登場したステージに挑んでいく。同キャラプレイは不可能。アミーゴキャラクターの使用も不可能。ステージの最後にカオスエメラルドが置いてあり、どちらかのプレイヤーが獲得することで次のステージに進むことが出来る。ステージクリア時にセーブ可能であり、再プレイ時に同じステージから続けることが出来る。TAGモード特有の仕掛けが存在するため、上手く2人で協力して進んでいかなければならない。ステージに設置してあるポイントマーカーは双方のプレイヤーに有効であるため、どちらかのプレイヤーがマーカーを通過すれば、両プレイヤーがそこから再スタートできるようになる。残機数は2人で共有であるため、残り人数が0のときにどちらかのプレイヤーがミスをするとゲームオーバーとなる。ゲームオーバーになっても同じステージからやり直すことが出来、使用キャラクターも変更できる。
なお、シルバーのサイコキネシスは、味方すらも吹き飛ばしてしまうため、使用には注意を要する。
BATTLE
ソニック、シャドウ、シルバーの3人の中から一人ずつ選び、さらにステージも選択できる。同キャラプレイは不可能。アミーゴキャラクターの使用も不可能。BATTLEと言っても競走するだけであり、先にステージの最後に到着したプレイヤーが勝利となる。残機数は存在せず、何度でも復活可能である。

## キャラクター

### プレイヤーキャラクター
ソニック・ザ・ヘッジホッグ
声 - 金丸淳一
世界最速のハリネズミ。今回はソレアナ公国の王女、エリスを連れさらおうとするエッグマンに立ち向かう。エリスを皇女ではなく1人の女性として扱い、彼女の心を開いていく。エッグマンの罠にはまりシルバー達がやってきた未来世界へ飛ばされたが、シャドウとルージュの助けを借りて現代へ戻ってくる。
最後までエリスに隠された秘密やエッグマンの企み、ソラリスやメフィレスの存在を知らずに行動していた（メフィレスは未来世界で後ろ姿を見ただけ）。そしてエッグマンを倒した後、ラストエピソードにおいてメフィレスによって殺害されて命を落とすが、カオスエメラルドとエリスの祈りにより復活し、シャドウとシルバーと共にソラリスに立ち向かう。
シャドウ・ザ・ヘッジホッグ
声 - 遊佐浩二
エッグマンの祖父であるプロフェッサー・ジェラルドに生み出された究極生命体。連邦政府からルージュの救出を依頼される途中、“闇の帳”の封印が解かれて、その中から姿を現した自分とそっくりなメフィレスと名乗る謎の存在によってルージュと共に未来の世界へと飛ばされる。その為、今回はルージュと共にメフィレスを追うことになる。
メフィレスに自分が未来で封印されている姿を見させられ、メフィレスに協力を依頼されるものの拒否して彼に立ち向かう。ルージュの依頼を受けたオメガの援護により現代に帰還後、シルバーからソニックを逃がし、真実とメフィレスを倒す方法を知るためシルバーと共に10年前の世界へ向かう。シルバーと別れた後はメフィレスを再び封印しようと試みるが、自分の力を取り込んだメフィレスに“闇の帳”が耐え切れずに失敗。メフィレスの誘いを再び断り、大量に分身したメフィレスを両手首のリミッターを解除し打ち破る。しかしカオスエメラルドは奪われてしまい、時空消失後にソニックが殺害されたことを知り意気消沈するも、シルバーの鼓舞もあって立ち上がり、復活したソニックと共にソラリスと戦う。
シルバー・ザ・ヘッジホッグ
声 - 小野大輔
イブリースに破壊された未来の世界からソニック達の住む現代にやってきた超能力を操る銀色のハリネズミ。メフィレスに騙されソニックを「イブリース・トリガー」と思い込み、彼を執拗に付け狙う。後にシャドウと共に10年前の世界へ行ったことで誤解は解けて和解。ソニックともエリスを救出する協力をした後、未来世界に戻りイブリースをカオスエメラルドを使ってブレイズの体に封印した。
しかし、メフィレスがソニックを殺してエリスに封印されていたイブリースを引き出させ、それと融合した事で時空が消滅し、エリスやシャドウら現在世界の面々と再び相まみえる事に。シャドウすらソニックが死んだ事で気弱になる中ただ一人前向きな言動で彼らを奮い立たせ、彼らと共にソニックを復活させソラリスに立ち向かう。
なお、エリスの首飾りにあったカオスエメラルドは10年前の世界で彼が置いていったもので、そのカオスエメラルドは元はエリスの首飾りにあったものを現在世界で拾った、というタイムパラドックスがある。

### アミーゴキャラクター
マイルス "テイルス" パウアー
声 - 広橋涼
ソニックの相棒。ソニックがエッグマンからエリスを守ろうとする噂を聞き、彼と共に行動する事になる。敵を痺れさせてダメージを与えるダミーリングボムを使用して戦う。
ナックルズ・ザ・エキドゥナ
声 - 神奈延年
マスターエメラルドの守護者。たまたますれ違ったエッグマンからソニックへの伝言を渡すように言われソニックの元へ。今回もソニックやテイルスと行動を共にし、3人でエッグマンを追うことになる。トレジャーハンターでマーシャルアーツの達人。ルージュと張り合っている。
エミー・ローズ
声 - 川田妙子
自称ソニックのガールフレンド。偶然出合ったシルバーをソニックと勘違いし、シルバーがソニックを探して殺そうとしていることを知らずに自分のソニック探しを手伝わせる。その後、シルバーがソニックを殺そうとしたのを体を張って阻止。そして、ソニックを追ってエッグマンの基地に潜入したところ、今度はエリスに出会って彼女の脱走を助ける。
しかし、ラストエピソードではメフィレスの策略によってソニックが殺されてしまい、彼の死にショックを受けてしまうが、カオスエメラルドを集めて、エリスの祈りによって復活したことで涙を拭きとった。
ルージュ・ザ・バット
声 - 落合るみ
宝石専門のトレジャーハンター。連邦政府大統領専属エージェントとして、エッグマンの基地に潜入し、“闇の帳”を回収する。危機に陥ったところをシャドウに救出されるが、とあるアクシデントにより彼とともに未来の世界へ飛ばされてしまう。今回はシャドウの冒険を手助けすることになる。キックが得意だが今作ではボムとマインを使用。
E-123 オメガ
声 - 楠大典
エッグマンによって作られたが、エッグマンを憎んでいるE-シリーズ最後にして最強のロボット。今回はシャドウ、ルージュと再会し、彼らとともにメフィレスを追うことになる。一度はメフィレスを単独で撃退するほどの戦闘能力を見せ、未来世界でもそれがとある形で発揮されたことをシャドウらに打ち明ける。
ブレイズ・ザ・キャット
声 - 高森奈緒
ソルエメラルドの守護者。今回はシルバーのパートナーとして行動を共にする。最後はイブリースを自らと共に封印し消滅。ラストエピソードに登場しない唯一のキャラクターとなったが、そのエピソードにおいてイブリース封印に関する事象が打ち消されたため、後の作品でも健在となった。

### その他のキャラクター
Dr.エッグマン
声 - 大塚周夫
今回も世界征服を狙おうとする悪の科学者。エリスの知る「炎の災厄（=イブリース）」と彼女が持つカオスエメラルドを手中に収めようとソレアナ公国を襲撃し彼女を誘拐する。真の目的はソラリスの復活であり、それを使って過去・現在・未来全ての次元の支配を企む。
いつもとは違って体型が通常の人間に近くなっており、口調も紳士的で（ただし、エリスやシャドウ以外にはいつもの口調）少々シリアスな雰囲気であり、彼らしかぬ行動が目立つ。
ラストエピソードではソラリスの力によりシャドウ達と合流させられる。今までソラリスの力を狙っていたが、時空消失から脱出するためにシャドウ達と手を組む。

### ゲストキャラクター
エリス
声 - 坂本真綾
水の都ソレアナ公国皇女。ソラリスとカオスエメラルドを狙うエッグマンに誘拐されそうになったところを、ソニックに助けられ、彼とともに冒険をしていくうちに彼に心を開いていき、人間でありながらハリネズミであるソニックに恋心を抱くようになる。
ソニックと共に行動する際にはバリアを展開して水上を走れるようにしたり、展開する瞬間に敵にダメージを与えられる、といった能力を持つ。その他にも実は彼女には重要な秘密が隠されている。
彼女自身の秘密とは、10年前の事故でソラリスから分離したイブリースをソレアナ王の手によって体内に封じ込められた、イブリース封印の器である。本人は知らずにいるが、涙を流すと封印が解かれる為、父に「涙を流さない立派な女王になりなさい」という遺言を今日までに護ってきたが、ソニックの死に涙を流し封印を解いてしまう。その10年前の事故の際に、シルバーがお守りとして置いて行ったカオスエメラルドを首飾りにしていたが、その時彼女は朦朧とした状態でシルバーを見ていたため、ソニックを「自分を助けた上にカオスエメラルドを渡した者」と思い違えていた節がある。
最後はソニックと共に過去世界へ飛び、種火のソラリスと対面する。吹き消せば全ての災厄を無かったことにできるとわかりつつも、それはソニックとの出会いも無くなることを意味する為躊躇。最後はソニックの説得により消し去り、ソラリスに関する全ての事は無かった事にされ、彼女自身もソニックの事を忘れた。しかし、ソラリス消滅後の現代における炎の祭典に現れたソニックが起こした風を「懐かしい気がする」と語っている。なお、これによりシルバーとの出会いも無くなったため、首飾りのカオスエメラルドも無くなっている。
ソレアナ王
声 - 内海賢二
エリスの父親にしてソレアナ公国の先代国王。10年前、人類の幸せと亡き妻との再会の為にイブリースを掌握しようとするも失敗。シャドウに闇の帳を託し、イブリースを封印した直後に力尽きる。ヒントバルーンからは彼の声でアドバイスが与えられる。
エンディングでソラリスに関する全てのことが無くなった為、彼の死因も無かったことになっているのだが、登場していないため生死は不明。
侍女
声 - よのひかり
エリスの侍女。
GUNの兵士
声 - 奥田啓人
声のみの出演。
ソレアナ研究員
声 - 奥田啓人、一馬芳和
ソラリス・プロジェクトの研究員。

### ボスエネミーキャラクター
エッグケルベロス
巨大な黒い犬型のロボット。「ケルベロス」という名前だが3つ首ではなく普通の一つ首。
頭部の赤い角のようなアンテナで敵の位置を確認しており、アンテナに直接掴まれると相手を見失い暴走してしまう。
エッグジェネシス
空中に浮遊する本体と、ミサイル発射台とロボットの格納庫を兼ねる追加武装4つで構成されるロボット。ジェットエンジンなどの浮遊するための装置は見当たらず、どうやって浮遊しているのかは不明。
頭部と本体下部の光るコアが弱点。頭部は本体の内部に格納･露出を繰り返しており、露出した状態でないと攻撃が通じない。一方本体下部のコアはいつでも攻撃が通るが、頭部は体をよじ登る事が出来るのに対してコア付近は足場が存在しないため、どうやって攻撃を届かせるかが肝心。
また倒しても墜落する際に特攻を行い、爆発に巻き込もうとしてくる。
エッグワイバーン
ワイバーン型のロボット。本作においてエッグマンが乗り込んで直接操縦するのはこのロボットのみ。本作はエッグモービルは存在しないため、エッグワイバーン用の、単独で飛行するコックピットを接続して操縦する。
従来通りエッグマンのいるコックピットが弱点だが、エッグワイバーンのコックピットはキャノピーで防護され、ソニックの攻撃は通らないため、どうにかしてキャノピーを壊す必要がある。
メフィレス
声 - 坂詰貴之
シャドウに瓜二つの姿をした謎の生命体。ルージュがエッグマン基地から回収した“闇の帳”に封印されていた。その正体は10年前の事故でイブリースと分離したソラリスの片割れであり、真の「イブリース・トリガー」と言える存在。
イブリースと融合し、再びソラリスに戻ろうと企んでいる。皮肉にも過去世界でシャドウに封印され、現在世界でシャドウにより復活した。その際シャドウの影を通して姿を具現化していたため、姿・能力・性格をコピーしている（シャドウがリミッターを装着した状態のもの。一人称が「ボク」であり芝居がかったセリフが多いことなど）。
イブリース
声 - 無し
シルバーとブレイズが住む未来を破滅に追い込んだエネルギー生命体。
「永遠の太陽」を意味する太陽神・ソラリスの怒りである「炎の災厄」そのもの。永遠の命を持っているため、封印することでしかその破壊活動を止めることは出来ない。
登場するたびにその姿が変わり、本編では4つの腕を持ち、下半身は液状の炎の巨人の姿、巨大な魚のような姿、岩に覆われた二本腕・二足歩行の巨人の姿の3つが存在する。
別の場所に隠されたコアを破壊したことで一時的に弱体化し、その際にブレイズがその身に引き込む事でイブリースを封印した。しかし、メフィレスが現代においてエリスの体からイブリースを復活させた。
ソラリス
声 - 無し
ソレアナ公国に伝わる太陽神の名で、「永遠の太陽」を意味する時空を操る超次元生命体。
3人のエピソードをクリア後に突入するラストエピソードで登場する、本作のラスボスである。
その正体はイブリースとメフィレスが一体化した、本来の姿である。復活した際、時空を消失させたのだが、それが一時的に（エッグマン曰く）時空の交差点のようなものを作りカオスエメラルドをそこに飛散させ、未来に帰ったはずのシルバーが他の登場人物と再会したり、そしてソニックが蘇生する要因および事態の打開につながった。
全身を結晶で構築された神々しい姿をしており、弱点といえる部位は中心の赤いコアである。最初は灯明に灯る小さな火であった。

## アクションステージ
KINGDOM VALLEY（キングダムバレー）
CRISIS CITY（クライシスシティ）
TROPICAL JUNGLE（トロピカルジャングル）
WAVE OCEAN（ウェーブオーシャン）
DUSTY DESERT（ダスティデザート）
WHITE ACROPOLIS（ホワイトアクロポリス）
RADICAL TRAIN（ラジカルトレイン）
AQUATIC BASE（アクアティックベース）
FLAME CORE（フレイムコア）
END OF THE WORLD（エンドオブザワールド）

## 主題歌
- メインテーマ&ソニックのテーマ：His World

作詞：Ali Tabatabaee & Johnny Gioeli、作曲・編曲：大谷智哉、歌：Ali Tabatabaee & Matty Lewis from Zebrahead
- ソニックエピソードエンディングテーマ：Sweet Sweet Sweet - 06 Akon Mix / Sweet Dreams - 06 Akon Mix

歌 : DREAMS COME TRUE
- シャドウエピソードエンディングテーマ&シャドウのテーマ：All Hail Shadow

歌：Crush 40
- シルバーエピソードエンディングテーマ&シルバーのテーマ：Dreams of an Absolution

歌：Lee Brotherton (REMIX FACTORY)
- ラストエピソードエンディングテーマ&エリスのテーマ：My Destiny

歌：Donna De Lory